# Тосканская лирика
Тосканская лирика (итал. lirica toscana), также называемая сицилийско-тосканской и переходной школой (Scuola di Transizione) — условное название поэтов Тосканы и Романьи 60-х — 90-х годов XIII века, продолжателей традиции сицилийской школы.

## Определение термина
Термин «тосканская лирика» является еще более условным, чем «сицилийская школа», так как группирует по территориальному признаку различных поэтов, не все из которых являлись продолжателями сицилийской поэтической традиции.
Наиболее значительными среди них были Гвиттоне д'Ареццо, Бонаджунта Орбиччани, Кьяро Даванцати и Андреа Монте, при этом Гвиттоне д'Ареццо в равной степени ориентировался на сицилийцев и провансальских трубадуров и имел много собственных подражателей и последователей.

## Состав
В реальности под расплывчатой формулировкой «тосканская лирика» скрываются два или три поэтических направления, включавших большое число поэтов:
- Подражатели сицилийской школе — Бонаджунта Орбиччани, Компьюта Донцелла, Нери де Висдомини, Бондие Диетаюти, Чоло делла Барба и др.
- гвиттонианцы — Мео Аббраччавакка, Пануччо дель Баньо, Андреа Монте, Данте да Майано и др.
- последователи сицилийцев и Гвиттоне д'Ареццо — Кьяро Даванцати

Часть тосканских поэтов ранее напрямую принадлежала к сицилийской школе, это Паганино да Серцана, Компаньетто да Прато, Тиберто Галлицани.

## Поэтические особенности
В творчестве тосканских поэтов продолжился процесс отдаления поэзии от её песенного истока, что привело к большему ритмическому единообразию. Количество лирических форм сократилось, исчезли дескорты, баллат было написано немного, и абсолютное преобладание получили канцоны и сонеты. Канцоны, в основном, сицилийского типа, пятистрофные, по 12—14 стихов, но появились и более длинные, по 20 и даже 30 строк.
Число стихотворных размеров сократилось, преобладание получили семи- и одиннадцатисложник, уменьшилось также количество видов рифмовки строф.
Песенное происхождение канцоны было окончательно забыто, и это позволило включать её вместо сонета в тенсоны, что одними из первых сделали пизанские поэты Галетто и Леонардо Гуалакка.
Тематика канцон расширилась, в связи с поисками новых способов выражения любовного чувства и метафор, а более всего, из-за отхода от чисто любовной темы и обращения к вопросам религии, морали и политики, что особенно заметно у Гвиттоне д'Ареццо и Андреа Монте. За основу этих канцон были взяты распространенные у французов и провансальцев «жалобы» и «плачи», ранее использовавшиеся для описания любовных переживаний. В результате лирическая поэзия сблизилась с дидактической.
Кроме этого, получила распространение антикуртуазная тематика, также позаимствованная из Франции, где существовал комический и обсценный жанр «глупой песни». Низкая разновидность поэзии стала в Италии, где рыцарская культура не получила широкого распространения, весьма популярной, и тосканские поэты часто использовали в качестве её формы сонет, который в сицилийской школе предназначался для ученого рассуждения о природе любви.

## Значение
В литературоведении принято рассматривать тосканскую лирику как переходную между сицилийской поэзией и сладостным новым стилем. Показательно, что составители поэтических сборников XIII объединили стихи тосканцев и сицилийцев в одних рукописях, тогда как стильновистов включили в отдельные кодексы.
В целом, тосканская поэзия была подражательной, и даже крупнейшему её представителю, Гвиттоне д'Ареццо, смело экспериментировавшему со стихотворными формами, не хватило решимости отойти от окостеневшей полуторавековой куртуазной традиции, хотя он и наметил пути сближения между любовной и религиозной поэзией. К концу XIII века лирика тосканцев оказалась в тупике, из которой её смогло вывести только появление сладостного нового стиля.